# George H. Morris
George H. Morris (25 de Fevereiro de 1938) é um treinador, juiz e ex-ginete de hipismo e competições de show hunter. Ele é considerado o "pai-fundador" da equitação de caça. Ele também foi o chef d’equipe para a equipe de hipismo estadunidense, a (USEF),.

## Carreira
Morris começou a montar quando criança. Em 1952, na idade de quatorze anos ele ganhou a American Society for the Prevention of Cruelty to Animals (ASPCA) Maclay Horsemanship Finals e a American Horse Show Association (AHSA) Hunt Seat Equitation Medal Final no Madison Square Garden, fazendo dele o mais jovem ginete desde então.  Morris competiu oito anos ganhando a Copa das Nações entre 1958 e 1960. E conquistou uma medalha olimpica de prata no saltos por equipes, em Roma 1960.
Desde então treinou inúmeros ginetes, sobretudo estadunidenses, medalhistas olímpicos. Na Rio 2016, ele treinou a Equipe Brasileira de Saltos.

## Obras
- Hunter Seat Equitation (1st ed. 1971, Rev ed. 1979, 3rd ed., 1990)
- The American Jumping Style : Modern Techniques of Successful Horsemanship (1993)
- George H. Morris Teaches Beginners to Ride (1st ed. 1981, reprinted 2006)
- Because Every Round Counts (2006)
- Designing Courses and Obstacles (contributor) (1978)
- Unrelenting: The Real Story: Horses, Bright Lights, and My Pursuit of Excellence author, with Karen Roberston Terry (2016)